# オーケストラのための2つのタブロー'65
『オーケストラのための2つのタブロー'65』は、日本の作曲家間宮芳生が1965年に作曲した管弦楽曲である。欧文タイトルは、Deux tableaux pour orchestre ‘65。

## 作曲の経緯
日本のオーケストラと指揮者により現代日本の作曲家の作品を海外に紹介する活動をしていたNHK交響楽団では、1966年の創立40周年にあたり間宮芳生、林光、助川敏弥、外山雄三の4人の作曲家に新曲を委嘱した。その主旨に沿って間宮芳生が作曲したのが本作品である。間宮は委嘱を受けた時、ボルネオの先住民の魅惑的なリズムを持った音楽が思い浮かび、そのリズム・パターンを中心に置いたオーケストラ音楽を書いてみたいという気持ちが抑えきれなくなった、と語っている。

## 楽曲構成
第1部と第2部からなる。第1部はさらに2つの部分に分かれるが、全曲は切れ目なく演奏される。

## 楽器編成
フルート3 (2番はアルトフルート持替、3番はピッコロ持替) 、オーボエ3 (3番はコーラングレ持替)、クラリネット3 (3番はバスクラリネット持替)、アルトサックス、ファゴット3 (3番はコントラファゴット持替)、ホルン6、トランペット3、トロンボーン3、チューバ、ティンパニ5 (奏者2)、ボンゴ2、コンガ2、トムトム2、大鼓 (おおかわ)、シンバル2、タムタム、大太鼓、グロッケンシュピール、ハープ2、ピアノ、弦五部

## 初演
1965年10月30日、東京文化会館において開催された「日本の作品によるN響特別演奏会」で、外山雄三指揮、NHK交響楽団により初演された。この演奏会企画によりN響は「昭和40年度文部省芸術祭奨励賞」を受賞した。

## 楽譜
スコアが1972年に日本放送出版協会より出版されている。

## 録音
- Victor SJX-1023 「Deux tableaux : pour orchestre '65 . Symphony = オーケストラのための2つのタブロー'65 . 交響曲」若杉弘（指揮）、読売日本交響楽団（今日の作曲家シリーズ）[8]
- King KICC 3023「涅槃交響曲 . 管弦楽のための協奏曲 . オーケストラのための2つのタブロー'65」外山雄三（指揮）、NHK交響楽団[9]

## 評価
昭和40年度 (1965) 尾高賞受賞。日本を中心として非ヨーロッパ的音楽に内包される原初的なエネルギーを探すことで、現代のヨーロッパ音楽が失っている音楽のバイタリティを回復したいという作曲者の祈りが歌いあげられ、芸術作品として成熟している、と評された。